# Ukyō
Ukyō (右京区, Ukyō-ku) és un dels 11 districtes urbans de la ciutat de Kyoto, capital de la prefectura homònima, a la regió de Kansai, Japó. És el districte amb major superfície de tot Kyoto i el segon més populós de la ciutat. Al districte s'hi troba la famosa zona d'Arashiyama.

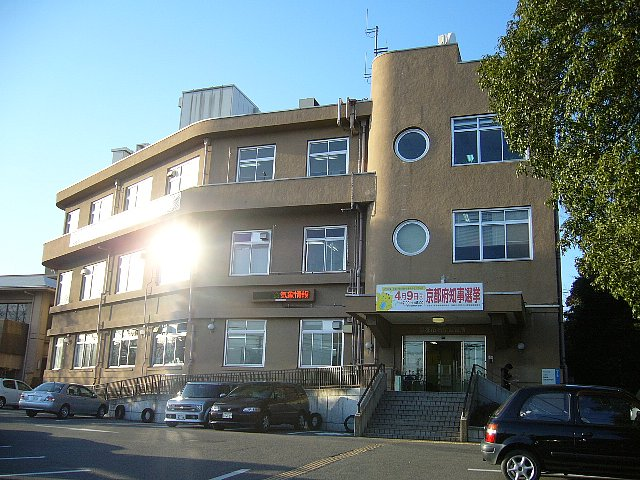
Ajuntament de districte

El seu nom, traduït al català vol dir "a la dreta de la capital", amb els kanjis de dreta (右) i capital (京). Això és perquè el Palau Imperial de Kyoto està orientat cap al sud i, per tant, aquest districte situat a l'oest queda a la seva dreta. Anàlogament, existeix el districte de Sakyō que significa "a l'esquerra de la capital" i se situa a l'est.

## Geografia
El districte d'Ukyō es troba localitzat a la part occidental i septentrional de la ciutat de Kyoto. Tot i que el sud del districte és una zona principalment urbana i plana, cap al nord el paisatge es transforma en un de muntanya. Al districte hi han els monts Atago, Ogura i Iwata. Alguns dels rius que passen pel districte són el riu Katsura i el Tenjin. El territori del districte d'Ukyō limita amb els de Nantan al nord; amb Sakyō, Kita, Nakagyō i Shimogyō a l'est; amb el de Minami al sud i amb els de Kameoka i Nishikyō a l'oest.

### Barris
- Uzumasa (太秦)
- Yasui (安井)
- Sagano (嵯峨野)
- Yamanouchi (山ノ内)
- Saiin (西院)
- Nishi-Kyōgoku (西京極)
- Kadono (葛野)
- Umezu (梅津)
- Saga (嵯峨)
- Mizuo (水尾)
- Tōin (宕陰)
- Hanazono (花園)
- Omuro (御室)
- Takao (高雄)

## Història
El significat d'Ukyō (右京) és "a la dreta de l'Emperador". Quan l'Emperador del Japó residia al Palau Imperial de Kyoto, s'asseguia al seu tron mirant cap al sud, per tant la seua banda dreta estava a l'occident. Similarment, i en contraposició, existeix el districte de Sakyō (左京区), que significa "el districte a l'esquerra de l'Emperador". En l'antiguitat, Ukyō es referia a la part occidental de la capital. Actualment, el districte d'Ukyō compren una xicoteta part de l'antiga zona d'Ukyō.
El districte d'Ukyō es va crear l'1 d'abril de 1931 com a resultat de l'absorció per part del municipi de Kyoto de l'antic districte de Kadono. L'1 d'abril de 2005, la ciutat de Kyoto va annexionar-se la fins aleshores vila de Keihoku, la qual quedà íntegrament dins del districte d'Ukyō. Aquest fet va incrementar la superfície del districte de 74,27 a 291,95 quilòmetres quadrats.

## Demografia
| 1920    | 1930    | 1940    | 1950    | 1960 | 1970 | 1980    |
| ------- | ------- | ------- | ------- | ---- | ---- | ------- |
| n/a     | n/a     | n/a     | n/a     | n/a  | n/a  | 199.958 |
| 1990    | 2000    | 2010    | 2020    | 2030 | 2040 | 2050    |
| 202.410 | 202.259 | 202.943 | 202.180 | -    | -    | -       |

## Transport

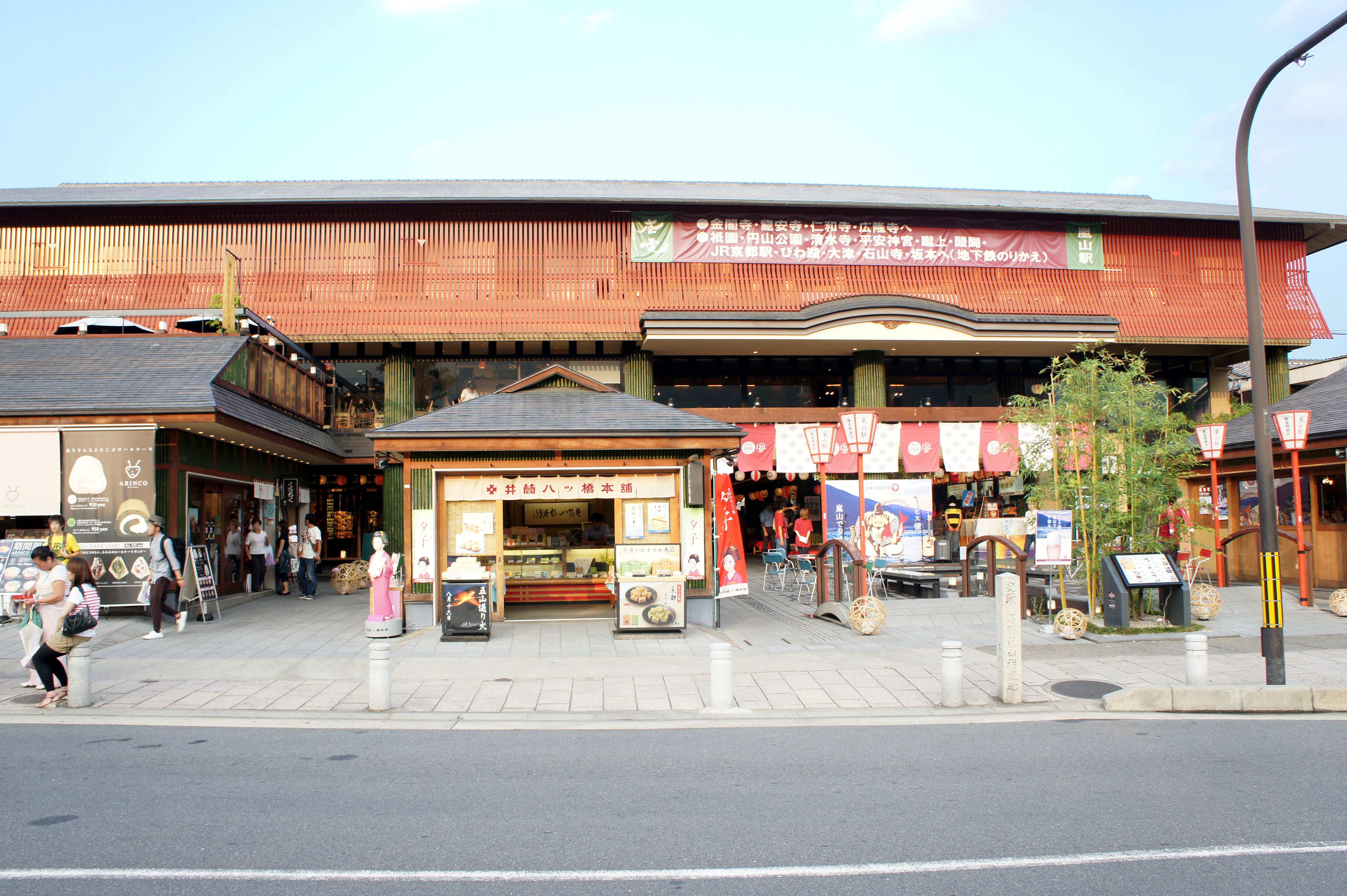
Estació d'Arashiyama

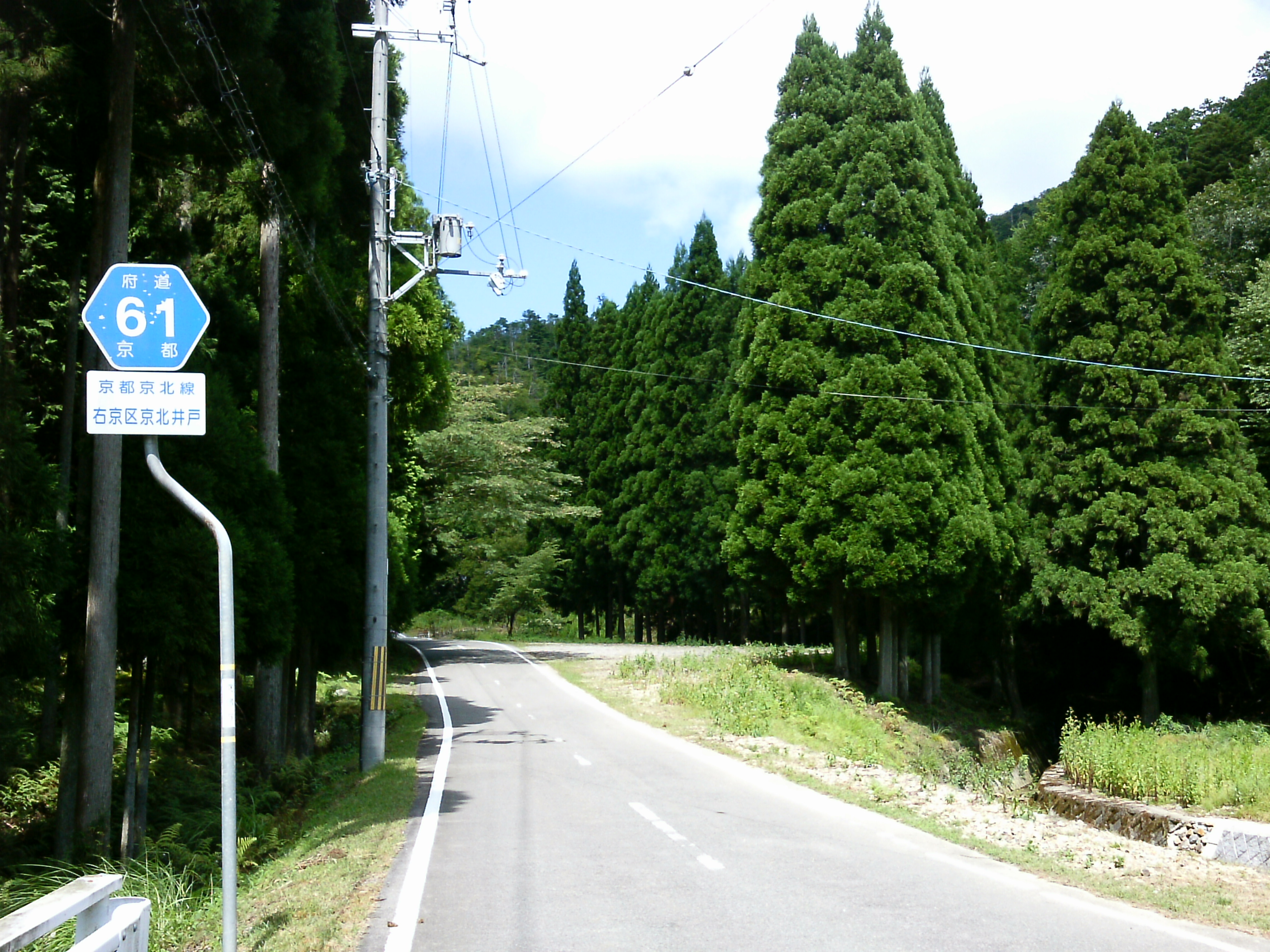
Prefectural 61 pel districte

### Ferrocarril
- Companyia de Ferrocarrils del Japó Occidental (JR West)
  - Hanazono - Uzumasa - Saga-Arashiyama
- Ferrocarril Elèctric de Kyoto-Fukui (Keifuku)
  - Saiin - Nishiōji-Sanjō - Yamanouchi - Randen-Tenjingawa - Kaikonoyashiro - Uzumasa-Kōryūji - Kitabiranotsuji - Arisugawa - Kurumazaki Jinja - Rokuōin - Randen-Saga - Arashiyama - Satsueisho-mae - Tokiwa - Narutaki - Utano - Omuro-Ninnaji - Myōshinji - Ryōanji
- Ferrocarril Elèctric Hankyū
  - Nishi-Kyōgoku - Saiin
- Ferrocarril Turístic de Sagano
  - Torokko-Saga - Torokko-Arashiyama
- Metro de Kyoto
  - Uzumasa-Tenjingawa

### Carretera
- Nacional 9 - Nacional 162 - Nacional 477